# Георги Бояджиев – Бояджана
Вижте пояснителната страница за други личности с името Георги Бояджиев.
Георги Златев Бояджиев (известен също като Бояджана и Бояджиян) е български художник.

## Биография
Роден е на 24 юли 1933 г. в Асеновград. Кръстен на дядо си Георги по бащина линия. Син е на народния художник Златю Бояджиев. Наричал се Бояджиян като на арменски (което в Пловдив е често срещано), за да показва, че е различен от баща си. Кандидатствал е 6 пъти в Художествената академия в София, накрая влиза да следва стенопис (тогава – монументална живопис) при проф. Гочо Богданов през 1958 г. и завършва през 1964 г.
Той е утвърден живописец от известното пловдивско Априлско поколение, заедно с Георги Божилов – Слона, Йоан Левиев – Йонито, Енчо Пиронков и Димитър Киров – ДиКиро.
Носител е на орден „Кирил и Методий“ II степен.
Като наследник на картини на баща си преживява многократно обири в дома си в село Марково, до Пловдив.
Умира на 29 август 2013 г.

## Творчество
Още през 1965 г. на есенните изложби в Пловдив показва абстрактна живопис, картини с асфалт и чаркове от часовници.
Творбите му са абстрактни, не изобразително-фигурални. Прави над 60 самостоятелни изложби в Пловдив, София, Варна и др.